# Plavi vrijes
Plavi vrijes (plava heljda, lat. Phyllodoce), biljni rod iz porodice vrjesovki, rasprostranjen po sjevernoj Europi (Skandinavija), Ruskom dalekom istoku (Sahalin, Kurili, Kamčatka), Japan, Koreja, Aljaska, Aleuti.
Postoji 9 priznatih vrsta. Ime roda dolazi po vodenoj nimfi Filodoki. 

## Vrste
1. Phyllodoce aleutica (Spreng.) Heller
2. Phyllodoce alpina Koidz.
3. Phyllodoce breweri (A. Gray) Heller
4. Phyllodoce caerulea (L.) Bab.
5. Phyllodoce deflexa Ching ex H.P. Yang
6. Phyllodoce empetriformis (Sm.) D. Don
7. Phyllodoce glanduliflora (Hook.) Coville
8. Phyllodoce intermedia (Hook.) Rydb.
9. Phyllodoce nipponica Makino

## Vanjske poveznice
|  | Zajednički poslužitelj ima još gradiva o temi Phyllodoce |
|  | Wikivrste imaju podatke o taksonu Phyllodoce             |